# Wilhelm Achtermann (Mediziner)
Theodor Wilhelm Achtermann (* 28. Dezember 1851 in Telgte; † 11. August 1901 in  Moselweiß St.-A.Koblenz) war ein deutscher praktischer Arzt und zeitweiliger Leiter zweier namhafter Heilanstalten/Sanatorien.

## Leben
Wilhelm Achtermann war der zweite Sohn des Münsteraner Arztes Bernhard Achtermann (1818–1868), des jüngeren Halbbruders und Bildhauers Wilhelm Achtermann (1799–1884). Nach dem Abitur in Warendorf studierte er Medizin in Marburg, Würzburg, Leipzig und wieder Marburg, wo er 1876 zum Dr. med. promoviert wurde, um im Februar 1877 in Berlin die Approbation zu erhalten.
Nach Stationen als praktischer Arzt in Wesel, Kreiswundarzt in Warendorf ließ er sich in Potsdam  nieder, wo er bis 1891 blieb, bis er einen Ruf als leitender Arzt an die renommierte Brehmersche Lungenheilanstalt in Görbersdorf in Schlesien erhielt. An dieser Anstalt hatte er bereits Anfang der 1880er Jahre zeitweilig als Assistent von Hermann Brehmer gearbeitet. Seine Chefarztstellung, über die er ausführlich berichtete, beendete er, um 1897 in das sehr bekannte Koblenzer Bad Laubach am Rhein, zeitgenössisch Bad Laubbach geschrieben, zu wechseln. Diese erste deutsche Heilanstalt für physikalische Heilmethoden und deren Kombination, deren Gebäude er zum Teil käuflich erwarb, wandelte er um in eine Lungenheilanstalt. Seine weiteren Pläne wurden jedoch alsbald durch seine bereits 1901 eingetretene Erkrankung verhindert, so dass er bereits kurze Zeit nach dem Tode seiner Tochter (11 Jahre) im Februar 1901 sich in das Krankenhaus des Klosters der Dominikanerinnen in Moselweiß begab, wo er im August verstarb.

## Veröffentlichungen
- Achtermann, Wilhelm:  Ueber herpes corneae, Med.-Diss. Marburg, Joh.Aug. Koch 1876
- Achtermann, Wilhelm:  Dr. Brehmer´sche Lungenheilanstalt Görbersdorf in Schlesien, Chefarzt Dr. Wilhelm Achtermann; Leipzig Rud. Loes o. J.(1894), o. Seitenangabe